# Ik kom van Kanegem en ik weet van niets
Ik kom van Kanegem en ik weet van niets is een Tielts volksverhaal uit de middeleeuwen. Van deze sage komt ook de gelijknamige spreuk, waarmee men wil uitdrukken dat iemand van niets weet. Op de markt van Tielt staat een standbeeld van baljuw Spierinck, een van de hoofdpersonages uit het verhaal. De sage speelt zich af ten tijde van Filips de Stoute, anno 1402-1403. Op 2, 3 en 4 september 2011 werd er een openluchtspektakel gespeeld op de markt van Tielt over dit volksverhaal.                                              

## Verhaal
Het verhaal start op 18 februari 1402, de dag dat hertog Filips de Stoute een bezoek brengt aan Tielt. Wanneer Filips de Stoute zijn toespraak heeft gehouden, legt baljuw Alexander Spierinck zijn eed van baljuw af. Nadat de baljuw de woorden: 'Ik Alexander Spierinck zweer getrouwheid aan de hertog, aan zijn wetten en aan de rechten en vrijheden van deze Stad.' zei, werd er zeven dagen en zeven nachten gefeest in de stad Tielt. Gedurende het hele jaar was de stad op zijn gemak en bekwam van de grootse oorlogsellende die het achter de rug had. Op 20 maart 1403 krijgt de baljuw tijdens een kaatsspel (de baljuw was een befaamd kaatser) een glorieus idee. Al maandenlang werden er zware misdrijven gepleegd in Tielt en de baljuw had er genoeg van. Hij riep uit dat hij de eerstvolgende boosdoener die hij tegenkwam, zou kraken... 
Intussen op 21 maart 1403 liep de pastoor van Kanegem naar zijn kerk. De meid had hem net uitgezwaaid en hem zijn nieuwe hoed opgezet. De pastoor was nog maar net uit huis of er kwam een struis gebouwd figuur uit de bosjes springen, hij had een lange mantel aan en een mes in zijn handen. De pastoor trachtte hem te kalmeren, maar de man kende geen genade. Hij gooide de pastoor op de grond en stak het mes in zijn rug. "Verdomme" schreeuwde de pastoor nog vlug, maar blies al snel zijn laatste adem uit. "Meneer pastoor, meneer pastoor." de meid had hem gehoord en liep naar het lichaam van de vermoorde geestelijke. De moordenaar had reeds zijn mes teruggetrokken en was terug in het duister verdwenen. "Help, help, de pastoor is vermoord!" schreeuwde de meid. Jacoba van Steeland, een trouwe kerkganger, kwam aangelopen en keek of de pastoor nog te redden viel, maar het was te laat. De pastoor was dood en de moordenaar was ontsnapt...
Die avond nog was Jan Vleminck op weg naar zijn huis in Tielt. Hij was naar Gent geweest, om daar kippen en konijnen te verkopen, dat was zijn beroep. Het donderde en bliksemde verschrikkelijk, dus besloot hij om een binnenweg te pakken langs Kanegem, zodat hij sneller thuis zou zijn. Eenmaal langs Kanegem gepasseerd, kwam recht voor Jan een struise man staan, met een zwarte mantel aan. Het was de moordenaar van de pastoor! "Wat zoek je?" riep de moordenaar "Weg! Of je bent er geweest!" brulde hij. Vleminck sloeg een kruis en begint te lopen, hij zag nog even dat de moordenaar hem volgde, maar was plotseling in het niets verdwenen. Vleminck liep nog een eindje verder, maar viel toen neer naast een boom en viel in slaap.
Die ochtend werd Vleminck wakker en werd omringd door een heleboel mensen rond hem. Hij herkende tussen het volk de baljuw, soeverein Joris en de pastoorsmeid. De soeverein was bezig met het doorzoeken van de tas van Vleminck, en haalde een bebloed mes boven. "Wat doet dit in uw zak, Vleminck?" vroeg de baljuw kwaad. "Ik weet van niets!" antwoordde Vleminck. "Maar wat doen die vlekken bloed dan op uw jas?" "Ik weet van niets!" schreeuwde Vleminck. Maar de baljuw was er zeker van dat Vleminck schuldig was en riep: "Soldaten, breng hem weg!" De soldaten pakten hem vast en sleurden hem mee. Tegensputterend riep Vleminck nog: "Heer baljuw, u moet mij geloven! Ik kom van Kanegem en ik weet van niets!" De baljuw gebaarde of hij het niet hoorde en liep verder.
De volgende dag, 22 maart 1403, werd Vleminck voor de rechtbank gesleept. Ondanks de getuigenis van de pastoorsmeid en Jacoba van Steeland en een medelijgevend gesprek tussen Spierinck en Louis Vleminck (de oudste zoon van Vleminck) wordt Jan Vleminck terechtgesteld door de doodstraf. Vleminck zou opgehangen worden om klokslag twaalf uur. Toen Jan Vleminck aan de galg stond, zei hij zijn laatste wens, die luidde als volgt: "Beste burgers van Tielt, ik ben onschuldig. En om dit te bewijzen roep ik week op week, dag op dag, uur op uur, Alexander Spierinck op tot Gods Oordeel (Spierinck zou dus over precies één week sterven). Zorg goed voor mijn vrouw en kinderen, en bid voor mijn ziel. Ik vergeef het jullie, ik kom van Kanegem en ik weet van niets." De baljuw deed teken naar de beul dat hij Vleminck moest optrekken. Vlemincks nek brak niet, maar hij stikte. Op de twaalfde klokslag bewoog hij niet meer...
Eén week later ging de baljuw kaatsen, de klok van twaalf uur begon te luiden, en op de twaalfde slag, viel de baljuw dood neer... Weer een week later werd de nieuwe baljuw Omaar van Coorvelt benoemd. Ter ere hiervan werden er drie kanonschoten afgevuurd. Op het derde kanonschot viel er een gewonde. Hij heette Corneel Haerinck. Iedereen zag dat hij ieder moment kon sterven, en daarom was de biechtvader erbij gekomen. "Heer pastoor, ik ga sterven, ik wil biechten." kreunde Haerinck "Ik heb de pastoor van Kanegem vermoord..." Er klonk groot rumoer bij het volk, maar de pastoor deed teken dat ze moesten zwijgen. "Ik heb hem vermoord omdat ik niet met Eliane mocht trouwen. En eigenlijk had hij gelijk, want zij is een braaf meisje, en ik ben een leegloper en een dronkaard. Volk van Tielt, zorg maar goed voor zijn vrouw en kinderen, en bid voor zijn ziel, begraaf hem en geef mij aan de kraaien. Ik ben zeker dat hij het jullie vergeeft." Zijn stem ging weg en hij blies zijn laatste adem uit... Het volk schold hem uit en op sommige plaatsen hoorde je "Leve Jan Vleminck!" roepen. Vlemincks ziel werd gered en zijn familie zette zijn werk verder, met de hulp van de burgers van Tielt. En er was nog nooit zo'n groot samenhorigheidsgevoel als voordien geweest...

## Personages

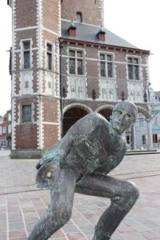
Standbeeld van baljuw Spierinck op de markt van Tielt

1. Jan Vleminck
2. Baljuw Alexander Spierinck
3. Hertog Filips de Stoute
4. Pastoor van Kanegem
5. Pastoorsmeid Agatha Wielmakers
6. Moordenaar Corneel Haerinck
7. Vrouw van Vleminck
8. Louis Vleminck
9. Biechtvader
10. Jacoba van Steeland
11. Soeverein Joris
12. Drie schepenen